# Dirk Nowitzki
Dirk Werner Nowitzki (Wurzburgo, República Federal de Alemania, 19 de junio de 1978) es un exjugador alemán de baloncesto que jugó 21 temporadas en los Dallas Mavericks de la NBA y otras 4 en la liga alemana. Es considerado uno de los mejores ala-pívots de todos los tiempos. Nowitzki fue elegido en novena posición del Draft de 1998 por Milwaukee Bucks y traspasado inmediatamente a Dallas Mavericks, donde jugó desde entonces hasta su retirada en 2019. Con sus 2,13 metros de estatura jugaba de ala-pívot, siendo uno de los jugadores más versátiles de la NBA.
Nowitzki cuenta con un anillo de campeón de la NBA y un título de MVP de las finales de la temporada 2010-11 de la NBA. Además ha sido All-Star en 14 ocasiones, 4 veces elegido para el equipo ideal de la NBA (2005, 2006, 2007, 2009), 5 veces para el segundo equipo (2002, 2003, 2008, 2010, 2011) y 3 veces para el tercero (2001, 2004, 2012). Por otro lado, es el primer jugador europeo en la historia de la NBA en recibir el MVP en la temporada 2006-07 y en ganar el concurso de triples en el All-Star Game de 2006.
Dirk solía ser el líder de la selección de baloncesto de Alemania, a la que llevó a obtener la medalla de bronce en el Mundial de Indianápolis 2002 y la de plata en el Eurobasket 2005. En ambos campeonatos fue máximo anotador y fue elegido MVP.
El periódico italiano Gazzetta dello Sport le otorgó en seis ocasiones el galardón Euroscar de Mejor Jugador Europeo del Año. En 2005, además de este premio, se llevó el "Mr. Europa" de la revista italiana Superbasket y el Jugador del Año Europeo de la FIBA. Premio que repitió en 2011.

## Inicios
Nacido en Wurzburgo, Alemania Occidental, Dirk Werner Nowitzki viene de una familia deportista: su madre, Helga, fue una jugadora de baloncesto profesional y antigua integrante de la selección alemana; y su padre, Jörg-Werner, fue jugador de balonmano y llegó a representar al país al máximo nivel. Su hermana mayor, Silke, se dedicó primero al atletismo y luego al baloncesto. Dirk desde niño ya era muy alto. En principio, comenzó jugando al balonmano y al tenis, pero pronto se cansó de que, por su estatura, lo vieran como un fenómeno extraño en estos deportes, por lo que prefirió probar en el baloncesto.
Después de entrar con 15 años en el DJK Wurzburgo, Dirk llamó la atención de Holger Geschwindner, un antiguo jugador alemán de baloncesto. Este le ofreció entrenarle dos o tres veces por semana para demostrar su talento. Tanto Dirk como sus padres aceptaron la propuesta y Geschwindner llevó a cabo un plan, poco ortodoxo, de entrenamiento personal. Hizo hincapié en los ejercicios de tiro y pase, y evitó los ejercicios con peso y con planteamientos tácticos, ya que lo consideraba innecesario. Además de esto, Geschwindner animó a Nowitzki a tocar algún instrumento musical y a leer literatura para refinar su educación y cultura.
Después de un año, el entrenador estaba impresionado con su pupilo, a quien le dijo: "Debes decidir si quieres jugar contra los mejores del mundo o si prefieres quedarte como un héroe en Alemania. Si eliges lo último, pararemos de entrenar inmediatamente, porque nadie puede evitar que seas el mejor aquí. Pero si quieres jugar contra los mejores, tendremos que entrenar todos los días". Después de reflexionar durante dos días, Dirk escogió lo primero. Geschwindner le dejó entrenar una semana con los jugadores del DJK Wurzburgo y futuros integrantes de la selección de baloncesto de Alemania Robert Garrett, Marvin Willoughby y Demond Greene. En el verano de 1994, con 16 años, Dirk entró a formar parte de la plantilla.

## Trayectoria deportiva

### DJK Wurzburgo (1994-98)
Cuando Nowitzki llegó al equipo, el DJK jugaba en la Segunda Bundesliga, División Sur. Su primer entrenador fue Pit Stahl, que utilizó a Dirk como anotador exterior, aprovechando su tiro, más que como jugador interior aprovechando su altura. En la temporada 1994-95, el DJK acabó en un decepcionante sexto puesto de 12 equipos. Nowitzki fue a menudo suplente y no tuvo un buen año en el colegio. Por ello, descuidó más su juego en favor del estudio. En la siguiente campaña, la 1995-96, Dirk se consolidó como titular al lado de la estrella finlandesa Martti Kuisma. Nowitzki anotaba en dobles dígitos con facilidad. Después de que el entrenador Dirk Bauermann viera como anotaba 24 puntos, afirmó: "Dirk Nowitzki es el mayor talento que Alemania ha dado en los últimos 10 o 15 años". DJK acabó segundo en la División Sur pero no lograron promocionar después de caer 86-62 en el decisivo encuentro frente a BG Ludwigsburg. En aquel encuentro, Nowitzki solo anotó ocho puntos.
En la temporada 1996-97, el máximo anotador del equipo, Kuisma, dejó el equipo y Holger Geschwindner reemplazó a Pit Stahl como entrenador. Nowitzki relleno el vacío que dejó Kuisma con 19,4 puntos por partido y lideró al equipo a alcanzar de nuevo la segunda posición. Sin embargo, la historia se repitió y nuevamente el equipo no pudo ascender.
En la temporada 1997-98, Nowitzki tuvo que hacer el servicio militar en la Bundeswehr (ejército alemán) desde el 1 de septiembre de 1997 hasta el 30 de junio de 1998. En relación con el baloncesto, Dirk creció hasta los 2,11 de estatura con 19 años. Contribuyó con 28,2 puntos a que DJK alcanzara un balance de 36:4 puntos (en Alemania, una victoria da 2:0 puntos y una derrota 0:2). En los playoffs por el ascenso, por fin DJK consiguió subir a la Bundesliga. Nowitzki anotó 26 puntos en la decisiva victoria 95-88 frente al Friburgo y fue elegido como Jugador Alemán del Año por la revista alemana BASKET.
En el extranjero, el progreso de Nowitzki no estaba pasando desapercibido. En 1996 el FC Barcelona quiso ficharlo, pero Nowitzki rechazó moverse del país antes de acabar sus estudios en Alemania. Un año después, Dirk participó en el Nike "Hoop Heroes Tour", donde jugó frente a estrellas de la NBA como Charles Barkley y Scottie Pippen. El alemán dispuso de 30 minutos, llegando a machacar incluso delante de él. Barkley después comentó: "El chico es un genio. Si quiere entrar en la NBA, puede llamarme". El 29 de marzo de 1998, Nowitzki fue elegido para jugar en el Nike Hoop Summit. En el encuentro, disputado entre talentos estadounidenses y talentos del resto del mundo, Nowitzki firmó 33 puntos, con 6 de 12 en tiro, 14 rebotes y 3 robos. En aquel encuentro también participaron futuros NBA como Rashard Lewis y Al Harrington. Dirk impresionó con un conjunto de rapidez, control y habilidad con el balón y un gran rango de tiro. Muchos equipos de Europa y de la NBA querían hacerse con él.

### Dallas Mavericks (1998-2019)

#### Un comienzo difícil

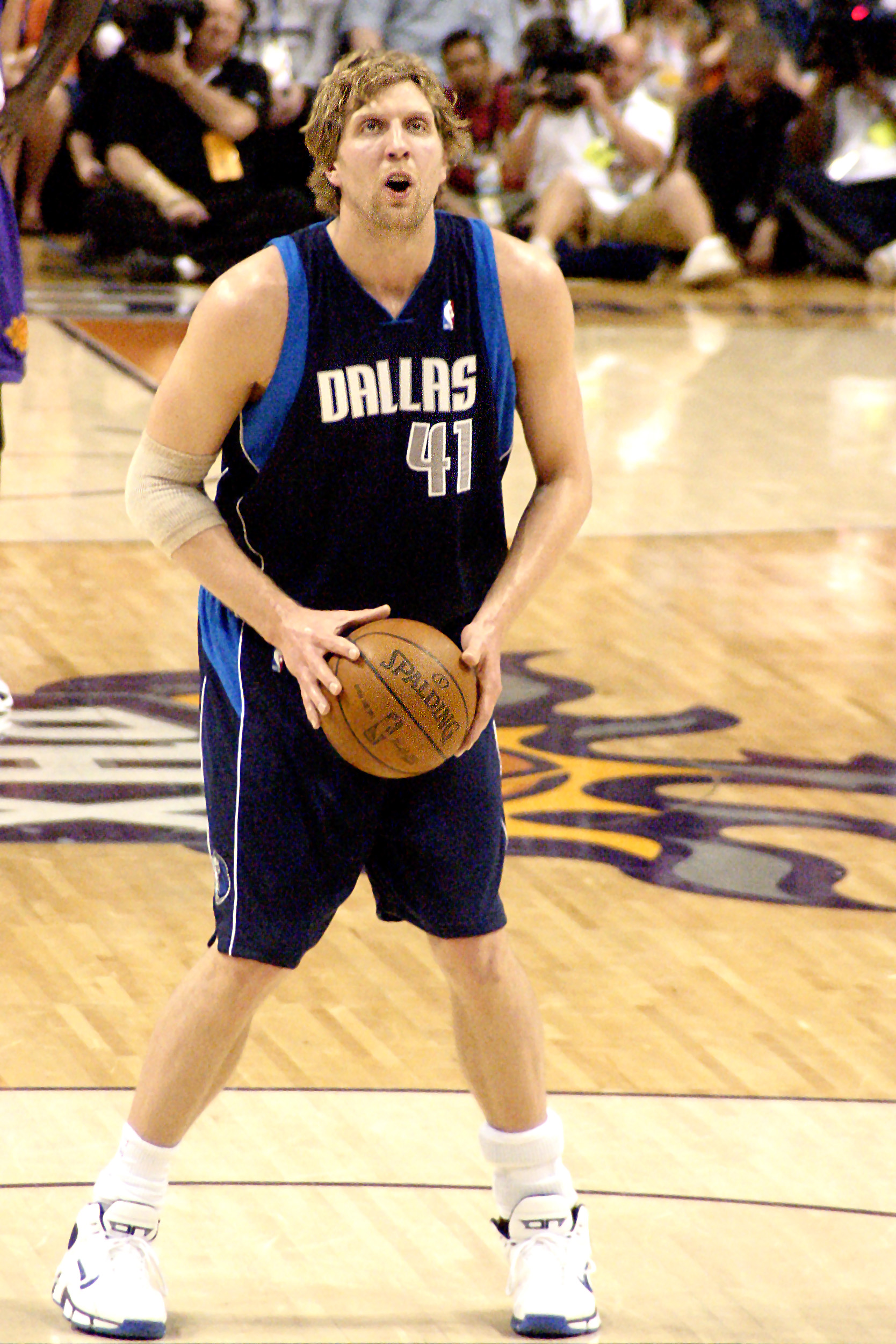
Nowitzki preparándose para lanzar un tiro libre.

Después de liderar al DJK Wurzburgo al ascenso, de terminar sus estudios en Alemania y de completar el servicio militar, Nowitzki puso sus miras en la NBA. Rechazó ofertas de muchas universidades y se presentó al draft de la NBA con 20 años recién cumplidos. Dirk, proyectado para salir en séptima posición, al final fue elegido dos puestos después, en novena posición por Milwaukee Bucks. En especial, Rick Pitino, técnico de Boston Celtics, y Don Nelson, de Dallas Mavericks, estaban muy interesados en contratar al alemán. Después de los entrenamientos privados de Nowitzki con Boston antes del draft, Pitino comparó a Dirk con la leyenda Larry Bird. Pitino estaba seguro de que Nowitzki podría llegarle a la décima posición que tenía Boston. Sin embargo salió elegido un puesto antes y Boston eligió a Paul Pierce.
Nelson frustró definitivamente el plan de Pitino. El entrenador de Dallas llegó a un acuerdo con Milwaukee Bucks y Phoenix Suns: los Mavericks querían a Nowitzki y al base suplente de los Suns Steve Nash. Los Bucks deseaban al musculoso alero Robert Traylor, que había sido elegido por Dallas en sexta posición de ese mismo draft. Y los Suns habían fijado su vista en Pat Garrity, elegido en aquel draft por Milwaukee Bucks en el puesto 19. Tras el draft, los Mavericks traspasaron a Traylor a los Bucks a cambio de Nowitzki y Garrity, y Dallas a Garrity a Phoenix en un traspaso con varios jugadores que trajo a Nash a Dallas.
Mirando hacia atrás se puede comprobar el gran instinto y acierto que tuvo Nelson traspasando a dos jugadores que nunca lograron nada en especial en la NBA como Taylor y Garrity por dos futuros MVP de la NBA. Nowitzki y Nash, además de grandes amigos, se convirtieron en la base de la franquicia que durante muchos años apareció por playoffs.
Nowitzki se convirtió en el cuarto jugador alemán en jugar en la NBA, tras los pívots Uwe Blab y Christian Welp y el All-Star Detlef Schrempf, que era un veterano de 35 años en Portland Trail Blazers cuando el joven Dirk aterrizó en la NBA.
Nowitzki llegó a un equipo cuya última aparición en playoffs databa de 1990. El escolta Michael Finley capitaneó el equipo, apoyado por el pívot de 2.29 Shawn Bradley y Cedric Ceballos. Con motivo del cierre patronal de la NBA en la temporada 1998-99, la temporada no empezaría hasta febrero, por lo que Nowitzki regresó al DJK Wurzburgo para jugar 30 partidos antes de que la liga comenzara. La temporada iba a ver reducida su calendario de 82 partidos en 50.
El comienzo de Dirk en la NBA fue duro. Don Nelson lo puso a jugar de ala-pívot, pero la desventaja física, además de su mala defensa, respecto a jugadores más atléticos, intimidaba a un Nowitzki presionado también por la responsabilidad que tenía en Dallas. Al final, Nowitzki promedió 8.2 puntos y 3.4 rebotes en 20.4 minutos de media. Años después, Dirk destapó unas afirmaciones sobre aquella temporada como novato: "Estaba frustrado, contemplé incluso la idea de regresar a Alemania". Los Mavericks solo ganaron 19 de 50 partidos y no se clasificaron para playoffs.

#### Mark Cuban y el "Big Three" (1999-2004)

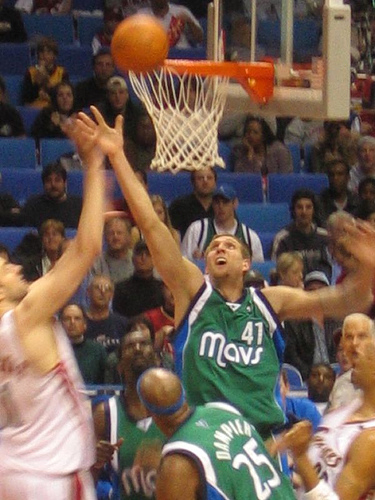
Nowitzwi, luchando por un rebote.

Con la temporada 1999-00 comenzada, Mark Cuban compró la franquicia por 280 millones a Ross Perot, Jr., antiguo propietario de la franquicia, y cuyo interés por el equipo fue escaso. Anteriormente, Perot había comprado la franquicia por 125 millones de dólares. Cuban se involucró con el equipo y rápidamente comenzó a reestructurar la franquicia. Acudía a cada partido como un aficionado más, compró un avión Boeing 757 de seis estrellas e incrementó los ingresos de la franquicia en torno a los 100 millones de dólares. Nowitzki comentó sobre Cuban: "Él creó un ambiente perfecto, nosotros sólo teníamos que salir ahí fuera y ganar". Esto se vio reflejado en el rendimiento de Nowitzki, que vio como en su año sophomore sus promedios incrementaban hasta los 17.5 puntos, 6.5 rebotes y 2.5 asistencias. Dirk quedó segundo en la votación por el galardón de Jugador Más Mejorado, detrás de Jalen Rose, y formó parte del tradicional encuentro entre Rookies y Sophomore (Rookie Challenge) del All-Star de 2000. Nowitzki firmó en aquel encuentro 17 puntos, 6 rebotes y 4 asistencias. Dirk también participó en el Concurso de Triples convirtiéndose en el jugador más alto en participar. Se clasificó para la ronda final, donde solo fue superado por Jeff Hornacek. Dallas acabó la temporada con una notable mejoría respecto al pasado año, 40-42.
En la temporada 2000–01, Nowtizki continuó mejorando sus prestaciones con 21.8 puntos, 9.2 rebotes y 2.1 asistencias jugando de ala-pívot. Dirk se convirtió en primer jugador de la franquicia en ser nombrado en los Mejores Quintetos de la NBA (fue incluido en el Tercer Quinteto) y el segundo jugador en la historia de la NBA en firmar 100 triples y 100 tapones en una temporada. El alemán acabó con 151 triples y 101 tapones. Junto con Steve Nash y Michael Finley conformó el "Big Three" de los Mavericks. El equipo acabó con un balance de 53-29 que le valió para clasificarse, 11 años después, a playoffs. Los Mavs superaron en 1.ª ronda a Utah Jazz por 3-2, después de ir perdiendo 0-2. Dirk fue la base de la remontada tras anotar 33 puntos en los encuentros 3 y 4. En el 5.º partido, Calvin Booth fue el héroe con una canasta a 9.8 segundos del final. En Semifinales de Conferencia fueron batidos por San Antonio Spurs por 4-1. En el 5.º partido, Nowitzki firmó 42 puntos (récord personal en playoffs en ese momento, porque el 17-05-2011 anotaría 48 puntos en el primer partido de final de conferencia contra Oklahoma Thunders) y 18 rebotes pero no pudo evitar la derrota y a la postre la eliminación de Dallas.
Antes de comenzar la temporada 2001–02, Nowitzki había firmado una extensión de su contrato por 6 años y 90 millones, que lo convirtieron en el segundo deportista alemán mejor pagado tras Michael Schumacher. Dirk continuó mejorando, en esta ocasión sus promedios fueron de 23.4 puntos, 9.9 rebotes y 2.4 asistencias. Por primera vez, Nowitzki fue seleccionado para participar en el All-Star de 2002. Desde entonces, ha participado en las siguientes siete ediciones. También fue incluido en el 2.º quinteto de la NBA. En la temporada, Dirk firmó 13 partidos con números de, mínimo, 30 puntos y 10 rebotes, tercero tras Shaquille O'Neal y Tim Duncan. En esta temporada, el "Big Three" estuvo apoyado por un 6.º hombre como Nick Van Exel que ayudó a que el equipo mejorará sus registros del año pasado con un récord de 57-25.

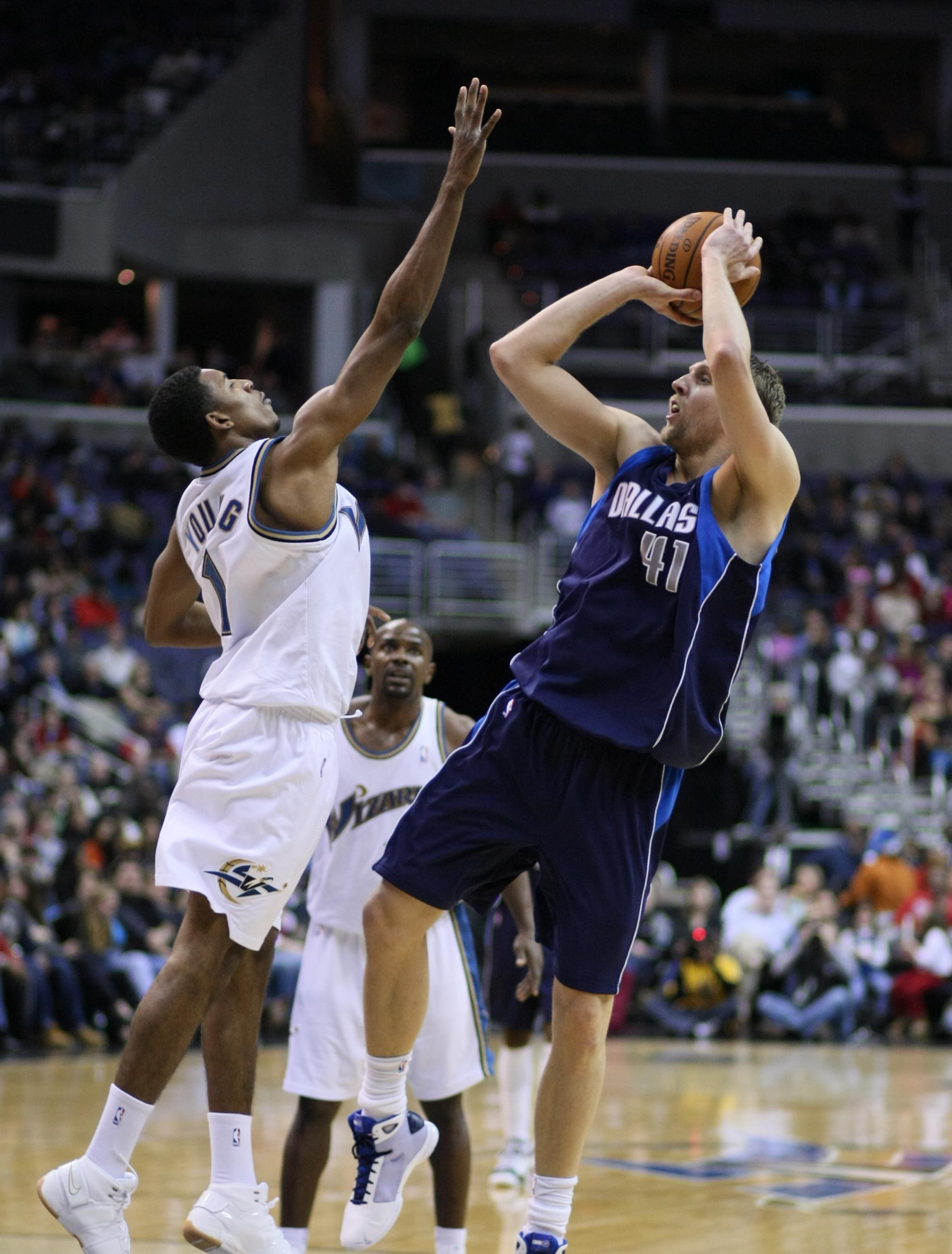
Dirk Nowitzki lanzando a canasta.

En 1.ª ronda los Mavericks pasaron por encima de Minnesota Timberwolves con un contundente 3-0. Nowitzki hizo lo propio con Kevin Garnett, a quien superó con 33.3 puntos de media por los 24 de Garnett. En Semifinales de Conferencia Dallas se topó con uno de los equipos más en forma de la Conferencia Oeste, Sacramento Kings, que venció por 4-1. Sacramento asfixió en defensa a Dallas y Nowitzki mostró su frustración durante la serie, especialmente cuando desperdiciaron una ventaja de 14 puntos en el cuarto partido. En los ocho partidos de playoffs, Dirk promedió 28.4 puntos y 13.1 rebotes. Nowitzki fue premiado por el periódico italiano Gazzetta dello Sport con el Euroscar Mejor Jugador Europeo del Año, por delante de Dejan Bodiroga y Peja Stojakovic.
Para la temporada 2002–03, Don Nelson y Mark Cuban pusieron más énfasis en entrenar la defensa, especialmente en una defensa zonal con los taponadores Raef LaFrentz y Shawn Bradley guardando las espaldas. Los Mavericks ganaron sus primeros 11 partidos, y Finley, Nash y Nowitzki fueron nombrados Jugadores del Mes en la Conferencia Oeste en noviembre de 2002. En esta temporada, Nowitzki mejoró una vez más sus registros con 25.1 puntos, 9.9 rebotes y 3 asistencias y lideró a Dallas al récord de la franquicia con 60-22. Fue elegido de nuevo para el All-Star Game y para el 2.º quinteto de la NBA. Acabó segundo en el Deportista Alemán del Año por detrás del saltador de esquí Sven Hannawald.
En los playoffs de 2003 se empezó a jugar al mejor de siete partidos desde primera ronda, y no a cinco como había sido habitualmente. Dallas se enfrentó a Portland Trail Blazers en una serie que parecía solventarse por la vía rápida para el equipo de Nowitzki. Sin embargo, Portland puso el 3-3 después de ir perdiendo por 3-0. En el 7.º partido en Dallas, los Mavs vencieron 107-95 superando la presión que suponía poder caer en primera ronda. En la siguiente ronda, los Mavericks se enfrentaron de nuevo a los Kings. Después de perder el primer partido en casa por 113-124, Nowitzki con 25 puntos y Van Exel con 36, lideraron un espectacular 132-110 en el segundo partido. En aquel encuentro, Dallas llegó al descanso con 83 puntos en su casillero. En el tercer encuentro, Dallas aprovechó la baja de Chris Webber para llevarse un partido agónico con prórroga incluida, 141–137. La eliminatoria llegó al séptimo partido, donde Nowitzki firmó el pase de Dallas a la Final de Conferencia tras cuajar una gran actuación con 30 puntos y 19 rebotes. La ESPN denominó a Nowitzki como "Big D", debido a la gran labor defensiva que desempeñó aquella noche.
En las Finales de la Conferencia Oeste los Mavericks volvieron a verse las caras ante San Antonio Spurs. Dallas se adelantó en la eliminatoria con 38 puntos de Nowitzki. Sin embargo, San Antonio venció los tres encuentros siguientes dejando a Dallas al borde de la eliminación. Dallas puso emoción a la serie con el 2-3, pero San Antonio determinó su pase en el sexto encuentro. Dirk volvió a llevarse el "Mejor Jugador Europeo del Año" y también fue designado así en una encuesta realizada a los general mánager de la NBA.
En la temporada 2003-04, Mark Cuban y Don Nelson decidieron añadir más poder ofensivo al equipo con el fin de alcanzar por primera vez el ansiado anillo. De esta manera, los Mavericks se hicieron con dos aleros de categoría All-Star, Antawn Jamison (procedente de Golden State Warriors) y Antoine Walker (procedente de Boston Celtics). Ante la falta de un pívot de garantías, Don Nelson puso a Nowitzki a jugar en esta posición, con Walker de ala-pívot y Jamison de 6.º hombre. Para competir con solvencia en su nueva posición, Dirk cogió 9 kilos de masa muscular en verano, sacrificando parte de su agilidad. El resultado del experimento fue que los promedios de Nowitzki disminuyeron por primera vez en su carrera. El alemán acabó con 21.8 puntos, 8.7 rebotes y 2.7 asistencias. Pese a ello, fueron números más que suficientes para formar parte del All-Star y del Tercer quinteto de la NBA. Dallas acabó con un balance de 52-30, y volvieron a enfrentarse a Sacramento Kings en 1.ª ronda. Los Kings liquidaron con facilidad a Dallas, 4-1, y dejaron al equipo de Don Nelson con un amargo sabor de boca un año más.

#### Jugador franquicia (2004-2010)
En la temporada 2004-05, los Mavericks volvieron al acecho para intentar dar el salto definitivo a luchar por el título. En esta ocasión ficharon a Erick Dampier de Golden State Warriors, para intentar paliar el problema de pívots en el equipo. Sin embargo, Dallas perdió a Steve Nash, que se marchó a Phoenix Suns como agente libre. Durante la temporada, Don Nelson dejó el cargo y su asistente, Avery Johnson, cogió el rumbo del equipo. Nowitzki volvió a recuperar sus promedios, con 26.1 puntos (mejor marca personal), 9.7 rebotes, 3.1 asistencias y 1.5 tapones. El 2 de diciembre de 2004, Nowitzki anotó 53 puntos en la victoria de Dallas ante Houston Rockets, prórroga incluida, en su mejor actuación anotadora. Por primera vez en su carrera, Dirk fue incluido en el Primer quinteto de la NBA. Además, fue tercero en la votación al MVP, detrás de su excompañero Steve Nash y Shaquille O'Neal.
En primera ronda Dallas se enfrentó a Houston. A Dirk le costó entrar en la serie debido al marcaje especial al que Ryan Bowen le sometió. En el primer encuentro le dejó en 21 puntos, y en el segundo anotó 26 pero con porcentajes de tiro muy por debajo de sus posibilidades, 8 de 26. Pese a que los Rockets tomaron una ventaja de 2-0 que hacía presagiar lo peor, Dallas se levantó y remontó la serie 4-3 tras un séptimo partido donde arrasaron por 116-76. En Semifinales de Conferencia, Nowitzki y los Mavericks se enfrentaban a los Phoenix Suns de Nash. Se llegó al cuarto partido con 2-2. Pero después, Phoenix se llevó los dos siguientes encuentros de manera muy ajustada dejando en la cuneta un año más a los Mavericks.
En la temporada 2005-06 Nowitzki se quedó como el único miembro superviviente de aquel "Big Three" tras la baja de Finley. Nowitzki quedó como la gran y casi única referencia, a expensas del rendimiento de Terry y el crecimiento como jugador de Josh Howard. Con estos dos últimos respondiendo como escuderos de Nowitzki, el equipo alcanzó las 60 victorias. Dirk promedió 26.6 puntos, 9 rebotes y 2.8 asistencias. Con récords en tiros de campo (48%) triples (40.6%) y tiros libres (90.1%) que, sin embargo, superaría al año próximo. Como en la temporada pasada, fue incluido en el Primer quinteto de la NBA y volvió a quedar tercero en la lucha por el MVP, tras Nash y LeBron James. En el Concurso de Triples del All-Star 2006, Nowitzki se llevó el título tras superar en la ronda final a Ray Allen y a Gilbert Arenas.

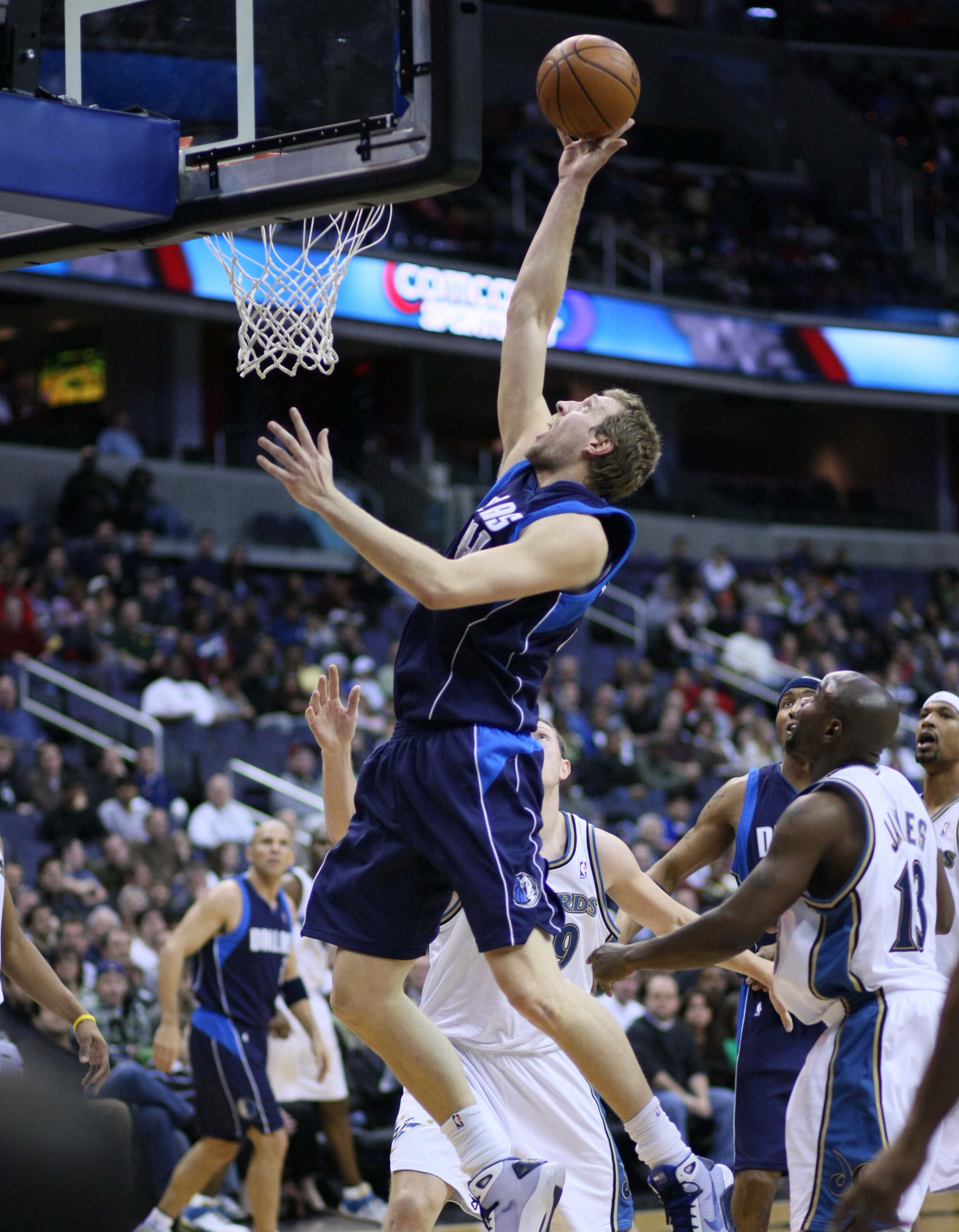
Nowitzki lideró a los Mavericks a las Finales de 2006.

Nowitzki confirmó su estatus de superestrella de la liga durante estos playoffs en los que promedió 27 puntos, 11.7 rebotes y 2.9 asistencias. Los Mavericks eliminaron con facilidad a Memphis Grizzlies en primera ronda, con un triple en los últimos segundos de Nowitzki que forzó la prórroga. En Semifinales de Conferencia, Dallas se vio las caras con uno de sus rivales más populares, San Antonio Spurs. Esta vez Nowitzki superó a Tim Duncan y el equipo volvió a las Finales de Conferencia. Un triple de Nowitzki en el séptimo partido envió el partido a la prórroga. En el tiempo extra, Dallas venció 119-111 con 37 puntos y 15 rebotes de Dirk. En las Finales de Conferencia debían superar a Phoenix Suns para alcanzar sus primeras Finales de la NBA. Nowitzki anotó 50 puntos para liderar a Dallas a la victoria en un crucial quinto encuentro. El columnista de la ESPN Bill Simmons remarcó: "Dirk está jugando a un nivel que ningún alero había mostrado desde Bird". Remataron a los Suns en siguiente encuentro ante su público.
Dallas estaba en su primera Final de la NBA. Era una final entre debutantes, ya que Miami Heat también se había colado por primera vez en su historia, en una final. Las cosas no pudieron comenzar mejor, con un 2-0 favorable a los Mavericks. En el tercer encuentro la final parecía casi decidida cuando Dallas vencía de 15 puntos. Sin embargo, acabaron perdiendo aquel encuentro y Miami recuperó la fe. Dwyane Wade anotó 36 puntos, como mínimo, en cada uno de los siguientes cuatro encuentros para dar consumar la remontada (4-2) y darle a Miami Heat su primer anillo. El escolta de los Heat se llevó el MVP de las Finales Nowitzki solo anotó 20 de sus últimos 55 tiros en los tres encuentros finales. Nowitzki afirmó que la derrota en el tercer encuentro cambió el rumbo de la final.
En verano, firmar una extensión de su contrato por 60 millones por tres temporadas. La temporada 2006-07 fue histórica para Nowitzki. El alemán se llevó el MVP de la temporada después de liderar a Dallas al mejor récord de la liga y de la franquicia con promedios de 24.6 puntos (50.2% en tiros e campo y 41.6% en triples), 8.9 rebotes y 3.4 asistencias. De este modo, pasó a formar parte del Club del 50-40-90 y se convirtió en el primer jugador europeo en ser galardonado como MVP de la temporada, siendo además el primero en lograrlo sin haber jugado en la universidad. Contra todo pronóstico, los Mavericks cayeron frente a Golden State Warriors de Don Nelson en la 1.ª ronda de los playoffs de 2007 por 4-2. En el 6.º encuentro, Dirk estuvo aciago con solo 8 puntos y un pobre 2 de 13 en tiros. Defendido por Stephen Jackson, Nowitzki promedió cerca de cinco puntos menos que en la liga regular y su porcentaje de tiro fue del 38.3%. Esta eliminación supuso una de las grandes sorpresas en la historia de la NBA al ser la primera vez que un #1 es eliminado por un #8 en una serie de siete partidos.
La temporada 2007-08 los Mavericks volvieron a ver como caían otra vez eliminados en 1.ª ronda ante New Orleans Hornets por 4-1. A pesar del traspaso a mediados de temporada que llevó a Jason Kidd a Dallas, el equipo solo pudo lograr el séptimo mejor balance de la Conferencia Oeste. El ciclo parecía agotado. Para Dirk, una de las alegrías de la temporada llegó el 6 de febrero de 2008, fecha en la que firmó su primer triple-doble ante Milwaukee Bucks con 29 puntos, 10 rebotes y 12 asistencias (récord personal). La otra gran noticia llegó el 8 de marzo de 2008, cuando con 34 puntos superó a Rolando Blackman como máximo anotador de la historia de la franquicia con 16.644 puntos.
En la temporada 2008-09 muchos creían que Nowitzki empezaría a notar un declive total y lograría una cifra menor de puntos que el año anterior. A pesar de esto, Nowitzki volvió a cumplir con otra gran temporada, con una cifra de media de puntos de 25.9 y de rebotes de 8.4, con grandes partidos a lo largo de la temporada como el que enfrentó a los Mavericks contra Oklahoma Thunder el 13 de diciembre de 2008 en el que Nowitzki anotó 46 puntos, o el 18 de enero de 2009 con Utah Jazz, en el que consiguió 39 puntos. Consiguió entrar en el primer quinteto de la temporada por delante de Tim Duncan y Pau Gasol. Los Mavericks entraron en playoffs con un total de 50 victorias y 32 derrotas, siendo 6.º en la conferencia oeste. Se enfrentaron en primera ronda a San Antonio Spurs, que perdieron a Manu Ginóbili debido a una lesión y contaban con mucho menos potencial. En 1.ª ronda Nowitzki no mostró su mejor versión y se quedó en 19.2 puntos y 8.6 rebotes, pero los Mavericks pasaron a semifinales, donde les esperaban los Denver Nuggets. En esta serie, marcada por la polémica que hubo en un partido por una falta que cometió Antoine Wright sobre un jugador de Denver Nuggets y que no llegó a ser pitada, Nowitzki completó una serie magnífica con 34.4 puntos (en el penúltimo partido de las series consiguió 44 puntos sin lanzar ni un solo triple y 13 rebotes) y 11.6 rebotes, quedando con unos promedios totales de 26.8 puntos y 10.1 rebotes, perdiendo la serie Dallas Mavericks por un parcial de 4-1.

#### Campeón de la NBA (2010-11)

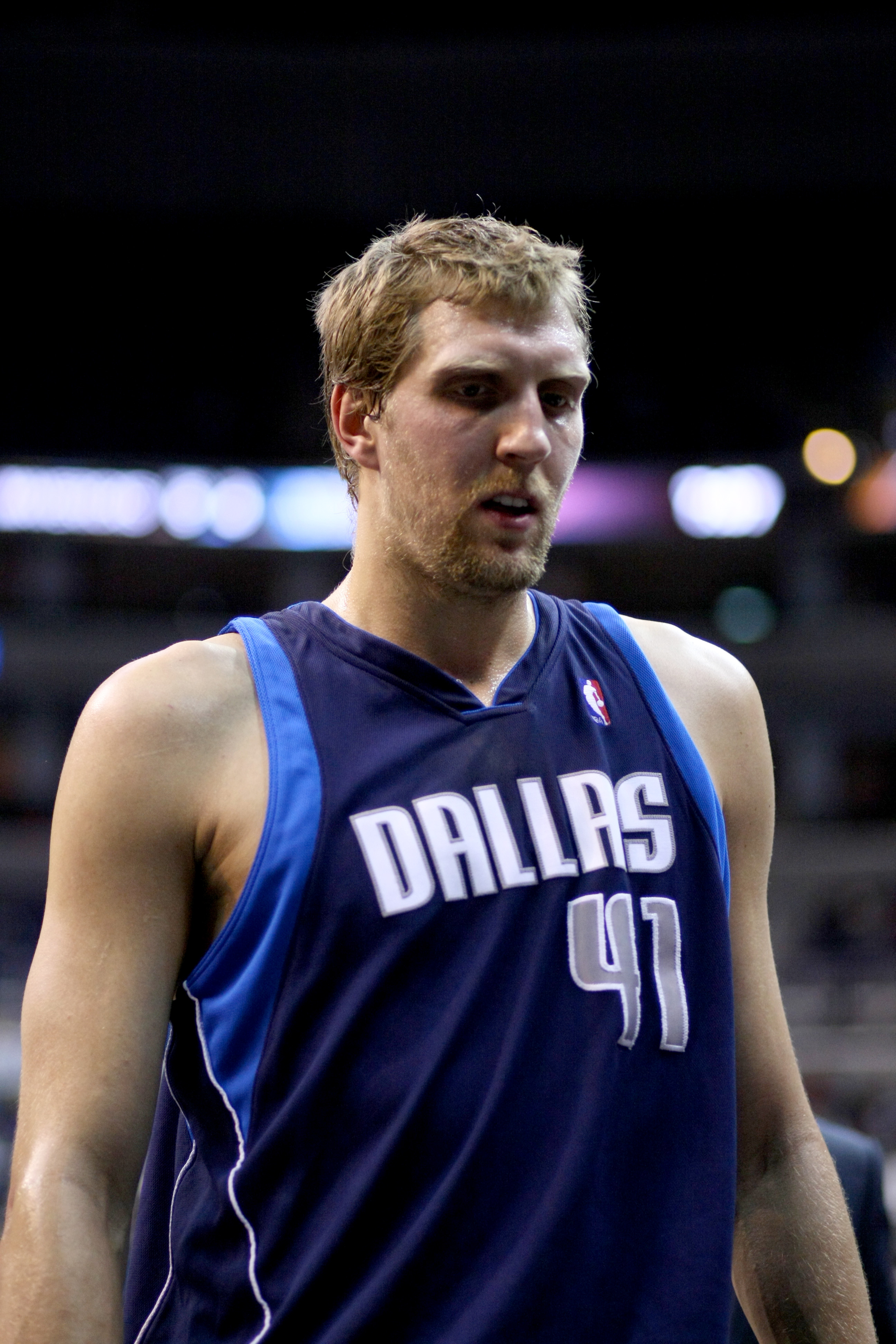
Dirk con Dallas en 2008.

En verano renueva con Dallas por 80 millones de dólares por cuatro temporadas. En la Temporada 2010-11 de la NBA Nowitzki al fin conseguiría su ansiado título, después de una temporada regular con altibajos, los Mavericks se clasificarían en el tercer puesto de la Conferencia Oeste. Nowitzki consiguió unos promedios de 23.0 puntos y 7,0 rebotes por partido.
En playoffs, los Mavericks eliminarían a Portland Trail Blazers en 6 partidos, para posteriormente enfrentarse a Los Angeles Lakers que eran los vigentes campeones. Contra todo pronóstico, Dallas, eliminaría a los Lakers en 4 partidos, con Nowitzki como uno de los jugadores más destacados. Ya en Finales de Conferencia, se enfrentaron a Oklahoma City Thunder. Esta serie será recordada por los 24 de 24 tiros libres acertados por Nowitzki en el primer partido de la serie, en el cual hizo 48 puntos, anotando 12 de los 15 tiros que realizó. Finalmente, Dallas se desharía de los Thunder en 5 partidos y alcanzaría así su segunda final.
Dallas se enfrentaba a Miami Heat de nuevo, rememorando las Finales de 2006, pero esta vez, con un desenlace distinto. En el primer partido de la serie Miami venció a los Mavericks, 84-92. En el segundo partido, tras 3 cuartos titubeantes, los Mavs remontaron una ventaja de 15 puntos a falta de 7,14 minutos para el final. La canasta ganadora del partido fue de Dirk. En un tercer partido muy igualado en casa, Miami se llevó la victoria gracias a la magistral actuación de su jugador franquicia Dwyane Wade, colocando a Miami de nuevo como principal candidato al título. Sin embargo, en el 4.º partido, Nowitzki, que estaba enfermo y con 38'5 de fiebre, lideró a su equipo con 21 puntos, 10 de ellos en el último cuarto, para igualar la serie. En el quinto partido, Dallas se impuso sin dificultad a Miami dejando la serie encarrilada. Finalmente, el 12 de junio, Nowitzki al fin consiguió el ansiado título, venciendo 105-95, y anotando 21 puntos. Nowitzki fue elegido MVP de esas finales, consagrándose como uno de los mejores jugadores no nacidos en los Estados Unidos de la historia de la NBA.

#### Primer jugador extranjero en llegar a los 30000 puntos en la NBA
El 7 de marzo de 2017 Nowitzki se convirtió en el sexto jugador en lograr 30.000 puntos en la historia de la NBA.
Esta hazaña le permitió convertirse también en apenas el tercer jugador en lograr esa cantidad de puntos con un solo equipo. Los otros que lograron esa marca fueron Karl Malone con los Utah Jazz y Kobe Bryant con Los Angeles Lakers. Se unía así, además de los mencionados Malone y Bryant, a Kareem Abdul-Jabbar, Michael Jordan y Wilt Chamberlain.

#### Partido final y retirada de una leyenda
Dirk Nowitzki en su último partido en Dallas tras 21 temporadas en Dallas, el 10 de abril de 2019, en la cancha de los Dallas Mavericks, Dirk Nowitzki disputó el último partido de su carrera en la cancha de los San Antonio Spurs, donde también se llevó el reconocimiento a una trayectoria legendaria. La franquicia de Texas homenajeó al ala-pívot alemán con un emotivo vídeo antes del partido. Posteriormente, las gradas AT&T Center se rindieron ante él con una sonora ovación mientras Nowitzki les correspondía con aplausos y los ojos rojos por la emoción.
En octubre de 2022, los Mavs, anunciaron la colocación de una estatua en su honor en los aledaños del American Airlines Center, y que sería presentada el día de Navidad de 2022.
El 1 de abril de 2023 se hizo oficial su inclusión en la promoción de 2023 del Basketball Hall of Fame. El 12 de agosto se celebra la ceremonia de su inclusión en el Hall of Fame.

## Selección nacional

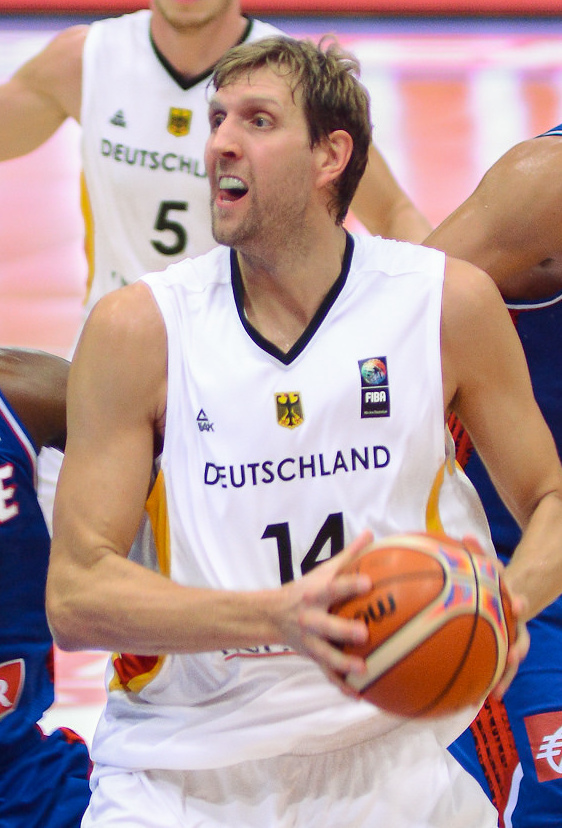
Nowitzki con la selección alemana en 2015.

Nowitzki ha jugado con la Selección de baloncesto de Alemania desde el Eurobasket de 1999 en Francia. Desde ahí se consolidó como el principal anotador del conjunto alemán, pero no pudo evitar que Alemania terminara en séptimo lugar, quedando fuera de los Juegos Olímpicos de Sídney 2000. En el Eurobasket de 2001 en Turquía, Nowitzki fue el máximo anotador con 28.7 puntos y perdió el MVP por poca diferencia ante Peja Stojakovic. Alemania llegó a las Semifinales, donde perdió ante Turquía después de que Hedo Turkoglu mandara el partido a la prórroga con un triple sobre la bocina. Después, Turquía ganó en la prórroga. Alemania tuvo que jugar frente a España el partido por la medalla de bronce, que también perdieron, quedándose sin medalla. Nowitzki lideró el torneo en puntos y rebotes, con 28,7 y 9,1, respectivamente, y fue incluido en el Mejor Quinteto del Europeo. La selección alemana atrajo a 3,7 millones de telespectadores, récord histórico en el baloncesto alemán.
Nowitzki logró su primera medalla en el Mundial de Indianápolis 2002. En cuartos de final eliminó a la España liderada por Pau Gasol y se coló en semifinales, donde cayeron frente a la selección argentina 86–80. En el encuentro por la medalla de bronce superaron con facilidad a Selección de baloncesto de Nueva Zelanda por 117–94. Nowitzki acabó como máximo anotador con 24 puntos y fue elegido MVP del torneo. En Alemania los 3,7 millones de espectadores del anterior Europeo, fueron superados por los 4 millones de este evento.
El Eurobasket de 2003 en Suecia fue la mayor desilusión de Nowitzki en la selección alemana. En un encuentro de preparación, sufrió una lesión en el pie tras chocar con el francés Florent Piétrus. En la decisiva eliminatoria de la segunda ronda (el vencedor accedía a cuartos de final) frente a Italia, Alemania perdió 86-84, perdiendo toda opción de clasificarse a los Juegos Olímpicos de Atenas 2004. Nowitzki promedió 22,5 puntos, pero se vio lastrado por la lesión que le impidió rendir en plenitud de facultades.
En el Eurobasket de 2005 en Serbia y Montenegro, Nowitzki se colgó su segunda medalla con el combinado nacional. Contra todo pronóstico, superaron a Eslovenia en cuartos y a España en semifinales. Frente a Eslovenia firmó 22 puntos y frente a España anotó 27 con canasta decisiva incluida por encima de Jorge Garbajosa a falta de 3,9 segundos para el final. En la final cayeron frente a Grecia por 78-62. Nowitzki fue el máximo anotador del torneo con 26,7 puntos, y el segundo máximo reboteador con 10,8. Se llevó el MVP del Europeo.
Un año después, en el Mundial de Japón 2006, Alemania acabó en octavo lugar, tras caer eliminada en cuartos de final ante Estados Unidos.
En el Eurobasket de 2007 en España, Nowitzki lideró a Alemania a acabar en quinta posición, insuficiente para participar en los Juegos Olímpicos de Pekín 2008. Promedió 24 puntos por encuentro. Alemania se tuvo que jugar su participación en Pekín en el Torneo Preolímpico FIBA 2008. En el partido por el tercer lugar que daba acceso a los Juegos Olímpicos, Nowitzki lideró el triunfo alemán frente a Puerto Rico con 32 puntos. Alemania estaría presente en sus primeros Juegos Olímpicos desde Barcelona 1992. Nowitzki fue elegido como abanderado de la delegación olímpica de Alemania.
Después de no participar en el Campeonato Mundial de Baloncesto de 2010 por una lesión, volvió a la selección para participar del Eurobasket 2011, en el cual quedarían en el 9° lugar, con Nowitzki promediando unos 19,5 puntos por partido (4°) y 6,6 rebotes en 8 partidos.
El 1 de septiembre de 2022 la federación alemana, retiró el dorsal #14 de la selección en su honor, durante la ceremonia de apertura del Eurobasket 2022 en Colonia.

## Perfil de jugador

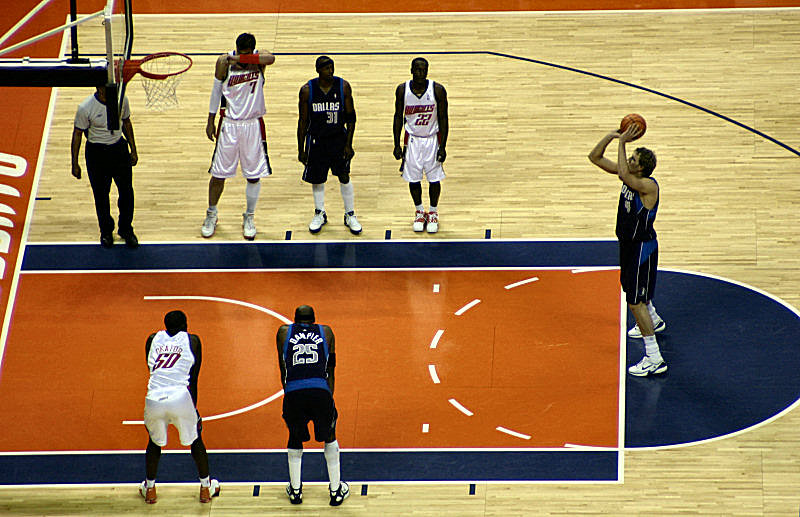
Dirk Nowitzki tirando un tiro libre

Nowitzki fue uno de los jugadores más versátiles de la NBA. Con sus 2.13 metros de estatura, era capaz de jugar tanto en posiciones interiores, como en exteriores, donde su muñeca y su agilidad se lo permitían.
Dirk se consolidó como uno de los mejores jugadores de la NBA, y especialmente como uno de los mejores tiradores. Lo atestiguan sus grandes porcentajes en tiros de campo (siempre en torno al 50%), en triples (entre el 38-40%) y en tiros libres (casi siempre en torno al 90%) o su Concurso de Triples en el All-Star de 2006. Su precisión en el tiro, combinado con su altura, hacían de Dirk un jugador muy difícil de taponar y de defender.
Uno de los principales problemas de los aleros suele ser la defensa. Con Dirk también sucedía, aunque mejoró notablemente desde que llegara a la NBA. En 2005, en un artículo de ESPN, Nowitzki fue votado como uno de los 10 mejores ala-pívot de todos los tiempos. A lo largo de su carrera, Nowitzki ha visto premiada su trayectoria con diferentes galardones. Era un asiduo al All-Star Game de la NBA, donde ha participado en ocho ocasiones. En otras tantas ha sido incluido en los Mejores Quintetos de la NBA. Pero sin duda el premio más destacado de su carrera fue el MVP de 2007, primer europeo en lograrlo. Posee los récords de la franquicia totales en puntos, rebotes y tiros libres.
Nowitzki ha logrado el MVP pero en esta ocasión de las finales de la temporada 2010-11 contra el Miami Heat, siendo este también el primer campeonato de la NBA para los Dallas Mavericks.

## Estadísticas de su carrera en la NBA
|  | Denota temporada en la que ganó un campeonato de la NBA |

### Temporada regular
| Año      | Equipo   | PJ    | PT    | MPP  | %TC  | %3P  | %TL  | RPP | APP | ROB | TPP | PPP  |
| -------- | -------- | ----- | ----- | ---- | ---- | ---- | ---- | --- | --- | --- | --- | ---- |
| 1998-99  | Dallas   | 47    | 24    | 20.4 | .405 | .206 | .773 | 3.4 | 1.0 | .6  | .6  | 8.2  |
| 1999-00  | Dallas   | 82    | 81    | 35.8 | .461 | .379 | .830 | 6.5 | 2.5 | .8  | .8  | 17.5 |
| 2000-01  | Dallas   | 82    | 82    | 38.1 | .474 | .387 | .838 | 9.2 | 2.1 | 1.0 | 1.2 | 21.8 |
| 2001-02  | Dallas   | 76    | 76    | 38.0 | .477 | .397 | .853 | 9.9 | 2.4 | 1.1 | 1.0 | 23.4 |
| 2002-03  | Dallas   | 80    | 80    | 39.0 | .463 | .379 | .881 | 9.9 | 3.0 | 1.4 | 1.0 | 25.1 |
| 2003-04  | Dallas   | 77    | 77    | 37.9 | .462 | .341 | .877 | 8.7 | 2.7 | 1.2 | 1.4 | 21.8 |
| 2004-05  | Dallas   | 78    | 78    | 38.7 | .459 | .399 | .869 | 9.7 | 3.1 | 1.2 | 1.5 | 26.1 |
| 2005-06  | Dallas   | 81    | 81    | 38.1 | .480 | .406 | .901 | 9.0 | 2.8 | .7  | 1.0 | 26.6 |
| 2006-07  | Dallas   | 78    | 78    | 36.2 | .502 | .416 | .904 | 8.9 | 3.4 | .7  | .8  | 24.6 |
| 2007-08  | Dallas   | 77    | 77    | 36.0 | .479 | .359 | .879 | 8.6 | 3.5 | .7  | .9  | 23.6 |
| 2008-09  | Dallas   | 81    | 81    | 37.7 | .479 | .359 | .890 | 8.4 | 2.4 | .8  | .8  | 25.9 |
| 2009-10  | Dallas   | 81    | 80    | 37.5 | .481 | .421 | .915 | 7.7 | 2.7 | .9  | 1.0 | 25.0 |
| 2010-11  | Dallas   | 73    | 73    | 34.3 | .517 | .393 | .892 | 7.0 | 2.6 | .5  | .6  | 23.0 |
| 2011-12  | Dallas   | 62    | 62    | 33.5 | .457 | .368 | .896 | 6.8 | 2.2 | .7  | .5  | 21.6 |
| 2012-13  | Dallas   | 53    | 47    | 31.3 | .471 | .414 | .860 | 6.8 | 2.5 | .7  | .7  | 17.3 |
| 2013-14  | Dallas   | 80    | 80    | 32.9 | .497 | .398 | .899 | 6.2 | 2.7 | .9  | .6  | 21.7 |
| 2014-15  | Dallas   | 77    | 77    | 29.6 | .459 | .380 | .882 | 5.9 | 1.9 | .5  | .4  | 17.3 |
| 2015-16  | Dallas   | 75    | 75    | 31.5 | .448 | .368 | .893 | 6.5 | 1.8 | .7  | .7  | 18.3 |
| 2016-17  | Dallas   | 54    | 54    | 26.4 | .437 | .378 | .875 | 6.5 | 1.5 | .6  | .7  | 14.2 |
| 2017-18  | Dallas   | 77    | 77    | 24.7 | .456 | .409 | .898 | 5.7 | 1.6 | .6  | .6  | 12.0 |
| 2018-19  | Dallas   | 51    | 20    | 15.6 | .359 | .312 | .780 | 3.1 | .7  | .2  | .4  | 7.3  |
| Total    | Total    | 1,522 | 1,460 | 33.8 | .471 | .380 | .879 | 7.5 | 2.4 | .8  | .8  | 20.7 |
| All-Star | All-Star | 13    | 2     | 17.1 | .434 | .226 | .875 | 4.0 | 1.2 | .8  | .4  | 8.7  |

### Playoffs
| Año   | Equipo | PJ  | PT  | MPP  | %TC  | %3P  | %TL  | RPP  | APP | ROB | TPP | PPP  |
| ----- | ------ | --- | --- | ---- | ---- | ---- | ---- | ---- | --- | --- | --- | ---- |
| 2001  | Dallas | 10  | 10  | 39.9 | .423 | .283 | .883 | 8.1  | 1.4 | 1.1 | .8  | 23.4 |
| 2002  | Dallas | 8   | 8   | 44.6 | .445 | .571 | .878 | 13.1 | 2.3 | 2.0 | .8  | 28.4 |
| 2003  | Dallas | 17  | 17  | 42.5 | .479 | .443 | .912 | 11.5 | 2.2 | 1.2 | .9  | 25.3 |
| 2004  | Dallas | 5   | 5   | 42.4 | .450 | .467 | .857 | 11.8 | 1.4 | 1.4 | 2.6 | 26.6 |
| 2005  | Dallas | 13  | 13  | 42.4 | .402 | .333 | .829 | 10.1 | 3.3 | 1.4 | 1.6 | 23.7 |
| 2006  | Dallas | 23  | 23  | 42.7 | .468 | .343 | .895 | 11.7 | 2.9 | 1.1 | .6  | 27.0 |
| 2007  | Dallas | 6   | 6   | 39.8 | .383 | .211 | .840 | 11.3 | 2.3 | 1.8 | 1.3 | 19.7 |
| 2008  | Dallas | 5   | 5   | 42.2 | .473 | .333 | .808 | 12.0 | 4.0 | .2  | 1.4 | 26.8 |
| 2009  | Dallas | 10  | 10  | 39.4 | .518 | .286 | .925 | 10.1 | 3.1 | .9  | .8  | 26.8 |
| 2010  | Dallas | 6   | 6   | 38.8 | .547 | .571 | .952 | 8.2  | 3.0 | .8  | .7  | 26.7 |
| 2011  | Dallas | 21  | 21  | 39.3 | .485 | .460 | .941 | 8.1  | 2.5 | .6  | .6  | 27.7 |
| 2012  | Dallas | 4   | 4   | 38.5 | .442 | .167 | .905 | 6.3  | 1.8 | .8  | .0  | 26.8 |
| 2014  | Dallas | 7   | 7   | 37.6 | .429 | .083 | .806 | 8.0  | 1.6 | .9  | .9  | 19.1 |
| 2015  | Dallas | 5   | 5   | 36.2 | .452 | .235 | .929 | 10.2 | 2.4 | .4  | .4  | 21.2 |
| 2016  | Dallas | 5   | 5   | 34.0 | .494 | .364 | .941 | 5.0  | 1.6 | .4  | .6  | 20.4 |
| Total | Total  | 145 | 145 | 40.7 | .462 | .365 | .892 | 10.0 | 2.5 | 1.0 | .9  | 25.3 |

## Logros y reconocimientos

### Consideraciones personales
- Campeón de la NBA 2010-11.
  - Elegido MVP de las Finales de la NBA (2011).
- Elegido MVP de la NBA de la temporada 2006-07.
- Elegido para jugar el All Star de 2002, 2003, 2004, 2005, 2006, 2007, 2008, 2009, 2010, 2011, 2012, 2014, 2015  y  2019. 
  - Campeón del Concurso de triples en el All-Star Weekend de la NBA 2006.
- Integrante del Mejor quinteto de la NBA (primer equipo) en las temporadas 2004-05, 2005-06, 2006-07 y 2008-09.
- Integrante del Mejor quinteto de la NBA (segundo equipo) en las temporadas 2001-02 y 2002-03.
- Integrante del Mejor quinteto de la NBA (tercer equipo) en las temporadas 2000-01 y 2003-04.
- Anotó 53 puntos, su récord personal y de la franquicia hasta el momento, en el partido de los Mavericks ante Houston en la temporada de 2007-08.
- El Magic Johnson Award de 2013-14.[77]

Selección
- Medalla de Bronce, máximo anotador y MVP del Campeonato del Mundo de Baloncesto 2002 con el equipo nacional de Alemania.
- Medalla de Plata, máximo anotador y MVP del Eurobasket 2005 con el equipo nacional de Alemania.

Honores

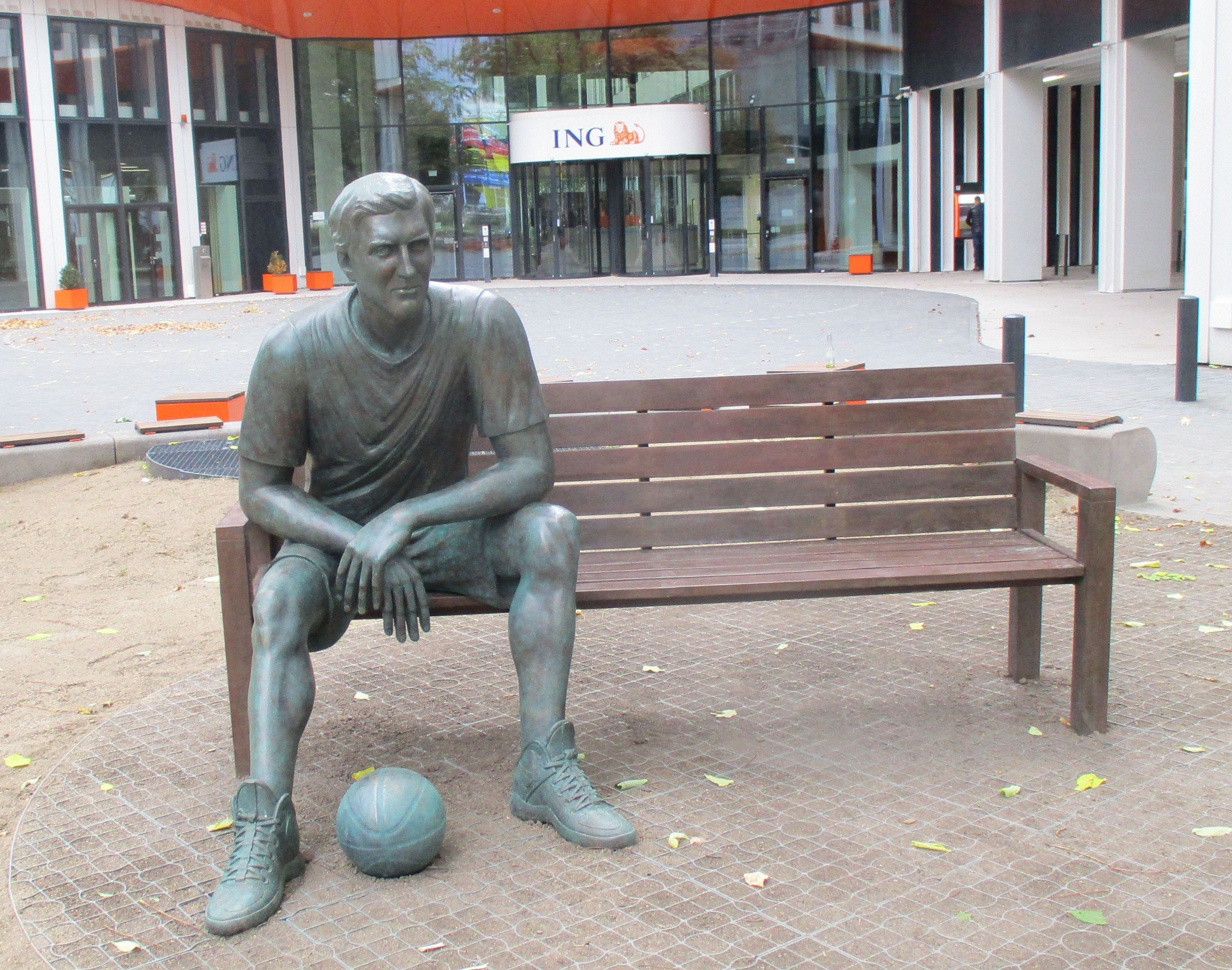
Dirk-Nowitzki-Statue en Fráncfort

- 6 veces Jugador Europeo del año (2002, 2003, 2004, 2005, 2006 y 2011).
- Mr. Europa (2005)
- 2 veces Jugador del Año Europeo de la FIBA (2005 y 2011)
- Elegido mejor jugador de la historia del baloncesto alemán.[78]
- Elegido mejor jugador de la historia del equipo de Dallas Mavericks.[79]
- Elegido en el Equipo del 75 aniversario de la NBA en 2021.
- Su dorsal #41 fue retirado por Dallas Mavericks el 5 de enero de 2022.[80]
- Su dorsal #14 fue retirado por la selección alemana el 1 de septiembre de 2022.[74]
- Basketball Hall of Fame (2023).[62]
- El 25 de diciembre de 2022 se presentó una bronce-estatua de Dirk-Nowitzki creada por el escultor Omri Amranay en presencia de Dirk Nowitzki frente al American Airlines Center en Dallas. Nowitzki muestra la estatua, que tiene más de siete metros de altura, con su típico One Leg Fadeaway.
- El 12 de octubre de 2023, el CEO de ING Bank NV presentó una estatua de Dirk-Nowitzki en reconocimiento de actividades publicitarias a largo plazo en presencia de Nowitzki en Fráncfort del Meno. La estatua de bronce hecha por el escultor Andreas Artur Hoferick, muestra Nowitzki en un banco de madera en un lado. Se dice que la posición en el banco invita a los transeúntes a tomar asiento al lado del atleta.
- Hall of Fame del Baloncesto Español (2023)

### Partidos ganados sobre la bocina
|      | con Dallas Mavericks         |
| (PO) | Denota un partido de PlayOff |

| Número | Tiro               | Margen | Resultado | Oponente           | Fecha                   |
| ------ | ------------------ | ------ | --------- | ------------------ | ----------------------- |
| 1      | Tiro en suspensión | Empate | 95-93     | Philadelphia 76ers | 19 de enero de 2009     |
| 2      | Tiro en suspensión | Empate | 115-113   | Milwaukee Bucks    | 16 de noviembre de 2009 |
| 3      | Tiro en suspensión | Empate | 110-108   | New York Knicks    | 24 de febrero de 2014   |

| Predecesor: Steve Nash  | MVP de la temporada de la NBA 2006-07 | Sucesor: Kobe Bryant  |
| Predecesor: Kobe Bryant | MVP de las Finales NBA 2010-11        | Sucesor: LeBron James |